# حداکثر قتل‌عام
حداکثر قتل عام (به انگلیسی: Maximum Carnage) یک گروه ابرتبه‌کارانه در داستان مصور ساخته شده‌است و توسط مارول کامیکس منتشر شده در کمیک های مرد عنکبوتی، این گروه در سال ۱۹۹۳ تشکیل شد. مرد عنکبوتی برخی از ابرقهرمانان را برای شکست این گروه جمع کرد تا بتوانند گروه خبیث کارنیج را شکست دهند. ونوم هم در این جنگ حضور داشت.

شخصیت های اصلی:
- مرد عنکبوتی
- ونوم
- کارنیج
- کاریون
- دیمو گابلین
- داپل‌گانگر
- شیریک
- شنل و خنجر
- گربه سیاه
- کاپیتان آمریکا
- شیریک